# Marie Reisenhofer

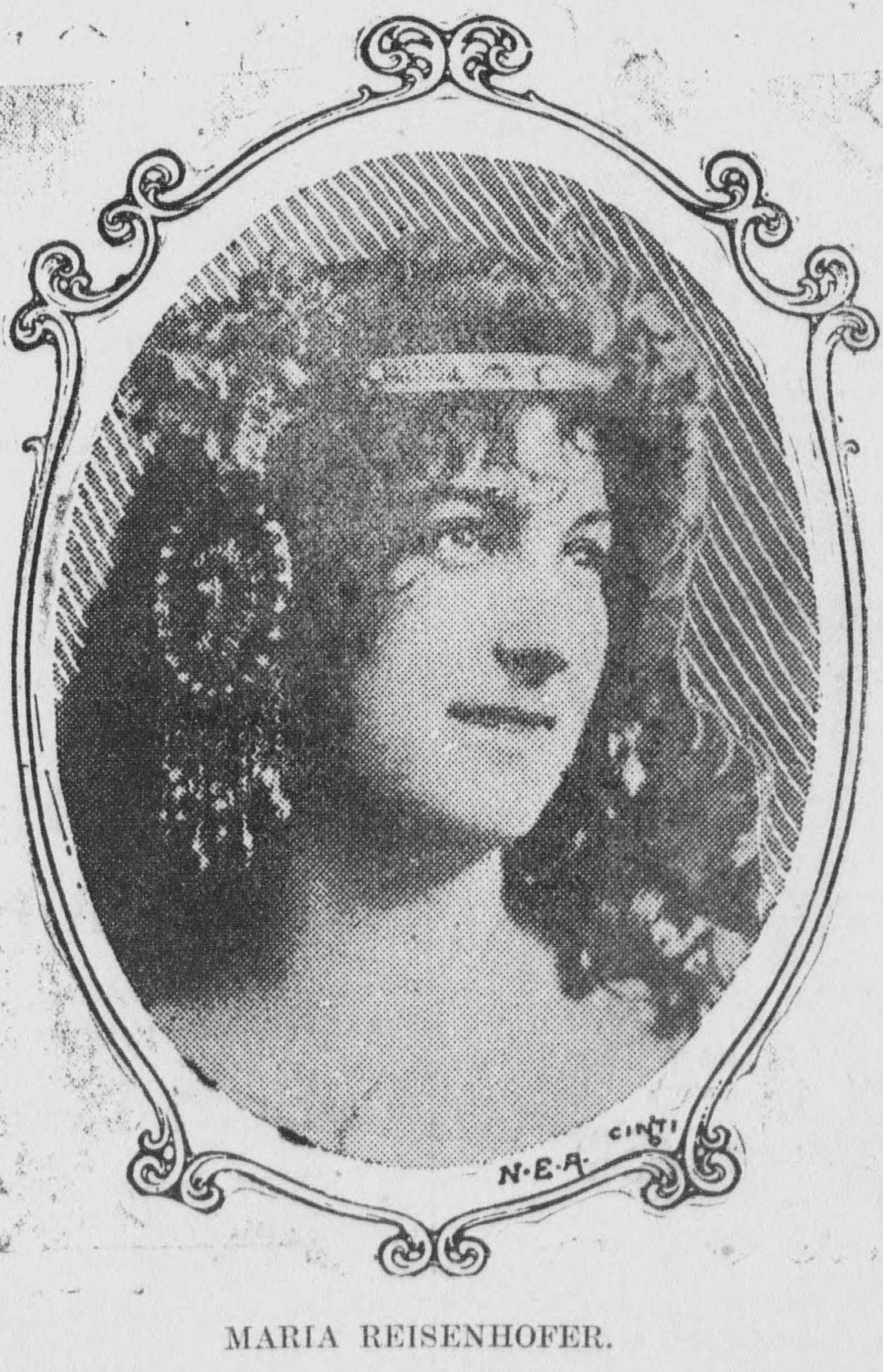
Maria Reisenhofer (1904)

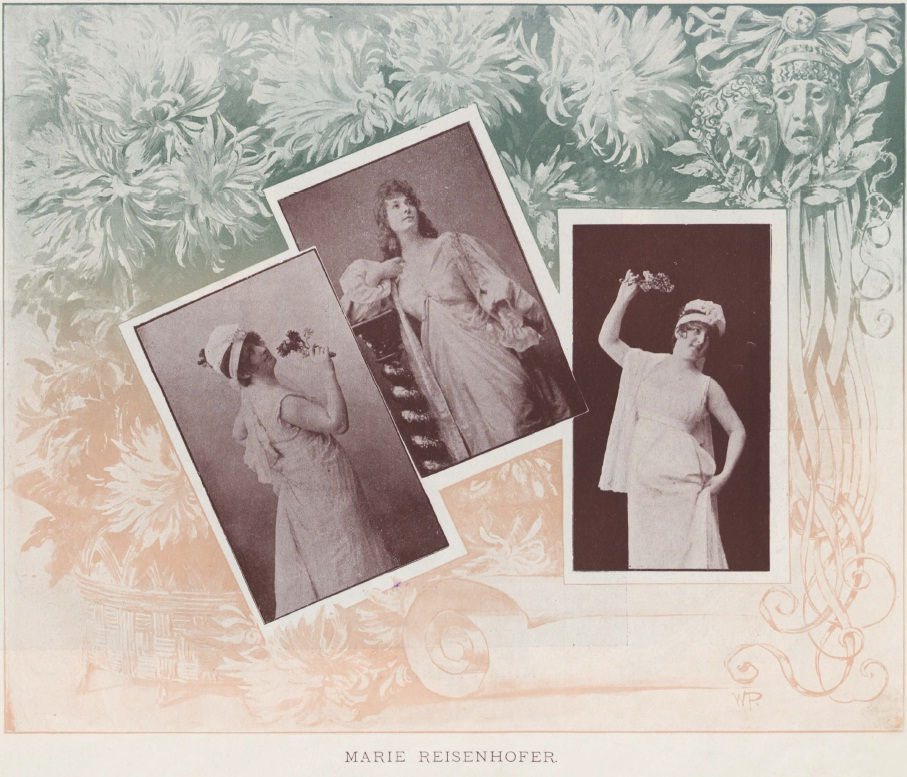
Fotoserie mit Maria Reisenhofer, 1898.

Marie Reisenhofer, auch Maria Reisenhofer, (* 31. Dezember 1865 in Graz; † 18. April 1947 in Berlin) war eine österreichisch-deutsche Schauspielerin.

## Leben
Nach Ballettunterricht begann sie ihre künstlerische Karriere als Elevin am Ballettkorps des Wiener Hofoperntheaters. Sie erhielt Sprech- und Schauspielunterricht bei Carl Arnau und gab 18-jährig ihr Debüt als Schauspielerin am Hoftheater Hannover.
Es folgte ein Engagement in Mainz, und im Alter von noch nicht 22 Jahren stand sie erstmals in Berlin am Deutschen Theater als Klärchen in Egmont auf der Bühne. In Berlin trat sie dann sechzig Jahre lang an verschiedenen Theatern auf, besonders am Lessingtheater, Neuen Theater und am Residenztheater.
In den zwanziger Jahren übernahm Maria Reisenhofer auch Rollen beim Stummfilm. Sie mimte durchweg vornehme ältere Damen der höheren Gesellschaft, meist in Mütterrollen. In der Filmbiografie Marie Antoinette – Das Leben einer Königin (1922) verkörperte sie die Königinmutter Maria Theresia.
Die Schauspielerin war mit dem Berufskollegen Albert Patry verheiratet, mit dem sie auch in einigen Filmen gemeinsam spielte, so z. B. Die goldene Krone.

## Filmografie
- 1909: Schuld und Sühne
- 1920: Die goldene Krone
- 1920: Weltbrand
- 1920: Anna Boleyn
- 1922: Das Mädel mit der Maske
- 1922: Der Liebesroman des Cesare Ubaldi
- 1922: Menschenopfer
- 1922: Marie Antoinette
- 1923: Seine Frau, die Unbekannte
- 1924: Rosenmontag
- 1925: Der Liebeskäfig
- 1925: Liebesfeuer
- 1926: Junges Blut
- 1927: Die große Pause
- 1927: Regine, die Tragödie einer Frau
- 1927: Die Leibeigenen
- 1928: Der alte Fritz, 2. Teil: Ausklang
- 1930: Nur am Rhein
- 1933: Der Page vom Dalmasse-Hotel
- 1935: Liselotte von der Pfalz
- 1939: Es war eine rauschende Ballnacht